# Uropodella
Uropodella es un género de ácaros perteneciente a la familia Sejidae.

## Especies
Uropodella Berlese, 1888
- Uropodella camini Hirschmann & Zirngiebl-Nicol, 1984
- Uropodella congoensis Wisniewski & Hirschmann, 1991
- Uropodella krantzi Hirschmann & Zirngiebl-Nicol, 1984
- Uropodella laciniata Berlese, 1888